# Selección de fútbol de Tonga
La selección de fútbol de Tonga es el equipo representativo del país en las competiciones oficiales. Su organización está a cargo de la Asociación de Fútbol de Tonga, perteneciente a la OFC y a la FIFA. 
Disputó su primer encuentro en los Juegos del Pacífico Sur 1979, celebrados en Fiyi, cayendo ante Tahití por 8:0. Desde entonces, participó en total en cuatro ediciones del certamen previo a que este se convirtiera en un torneo para selecciones sub-23, y nunca pudo superar la primera ronda. Por otra parte, es junto con Samoa Americana la única selección miembro de la Confederación de Oceanía que nunca clasificó a la Copa de las Naciones de la OFC. Fue subcampeón de la ya extinta Copa Polinesia en 1994.

## Historia

### Inicios (1979-1993)
Debido a la proximidad geográfica de Tonga con respecto a Fiyi, sede de los Juegos del Pacífico Sur 1979, se facilitó para los tonganos presentar un equipo para el torneo de fútbol. El seleccionado tongano perdió 8:0 con Tahití y 5:3 con Tuvalu, quedando eliminado en primera ronda. Aun así, en esa edición se disputó un torneo de consolación, en donde Tonga venció a Wallis y Futuna 1:0 en los cuartos de final para ser goleado por Nuevas Hébridas 7:1 en semifinales.
Volvió a tomar parte de los Juegos en Apia 1983. Luego de empatar con Samoa 3:3, venció por 3:2 a Samoa Americana. Pero en el último partido del grupo, fue derrotado 3:0 por Wallis y Futuna y eliminado del certamen.

### La Copa Polinesia y el regreso a los Juegos (1994-2007)
En 1994 se creó la Copa Polinesia, que englobaba a las selecciones de los países de dicha región y servía, junto con su par melanesio, como clasificación para la Copa de las Naciones de la OFC. Ese mismo año se jugó la primera edición, en donde Tonga perdió 1:0 con Tahití, empató 2:2 con Samoa y venció 2:1 a Samoa Americana. Al superar en diferencia de goles al elenco samoano, terminó segundo por detrás del campeón y único clasificado al torneo de 1996, la selección tahitiana.
En 1998 ocupó el cuarto puesto, a tres unidades de las Islas Cook, que se llevó el último pasaje al campeonato continental de ese año. Tonga había logrado vencer a Samoa Americana e igualó frente a los cookianos, aunque perdió sus partidos ante Samoa y Tahití. En la edición 2000 solo pudo vencer al seleccionado samoamericano, por lo que repitió el cuarto puesto.
Marcó su regreso a los Juegos del Pacífico Sur cuando el mismo paradigma geográfico lo llevó a participar en Suva 2003. Allí venció 7:0 a Micronesia y empató 2:2 ante Papúa Nueva Guinea, aunque perdió el resto de sus partidos. En la edición 2007 únicamente logró derrotar a Samoa Americana.

### Presente (2007-)
En la clasificación para la Copa de las Naciones de la OFC 2012 terminó en segundo lugar, luego de perder contra la selección samoamericana, empatar con Samoa y vencer a las Islas Cook. Cuatro años luego, a pesar de ser el organizador de dicha fase, el combinado tongano perdió 3-0 ante las Islas Cook y Samoa, y 2-1 frente a Samoa Americana.

## Últimos partidos y próximos encuentros
Actualizado al último partido jugado el 8 de septiembre de 2024
| Fecha      | Ciudad    | Local           | Resultado | Visitante       | Competición                     |
| ---------- | --------- | --------------- | --------- | --------------- | ------------------------------- |
| 18-11-2023 | Honiara   | Nueva Caledonia | 7:0       | Tonga           | Juegos del Pacífico 2023        |
| 21-11-2023 | Honiara   | Islas Cook      | 2:1       | Tonga           | Juegos del Pacífico 2023        |
| 26-11-2023 | Honiara   | Tonga           | 0:4       | Tuvalu          | Juegos del Pacífico 2023        |
| 30-11-2023 | Honiara   | Tonga           | 6:2       | Samoa Americana | Juegos del Pacífico 2023        |
| 20-03-2024 | Nukualofa | Tonga           | 1:4       | Samoa           | Clas. Copa Naciones OFC 2024    |
| 26-03-2024 | Nukualofa | Tonga           | 0:1       | Islas Cook      | Clas. Copa Naciones OFC 2024    |
| 28-08-2024 | Nadi      | Nadi F. C.      | 2:0       | Tonga           | Partido amistoso híbrido        |
| 31-08-2024 | Ba        | Ba F. C.        | 4:0       | Tonga           | Partido amistoso híbrido        |
| 05-09-2024 | Apia      | Islas Cook      | 1:3       | Tonga           | Clasificación Copa Mundial 2026 |
| 08-09-2024 | Apia      | Samoa           | 2:1       | Tonga           | Clasificación Copa Mundial 2026 |

## Estadísticas

### Copa Mundial de Fútbol
| Copa Mundial de Fútbol | Copa Mundial de Fútbol  | Copa Mundial de Fútbol  | Copa Mundial de Fútbol  | Copa Mundial de Fútbol  | Copa Mundial de Fútbol  | Copa Mundial de Fútbol  | Copa Mundial de Fútbol  |
| Año                    | Ronda                   | J                       | G                       | E                       | P                       | GF                      | GC                      |
| ---------------------- | ----------------------- | ----------------------- | ----------------------- | ----------------------- | ----------------------- | ----------------------- | ----------------------- |
| 1930 - 1978            | No existía la selección | No existía la selección | No existía la selección | No existía la selección | No existía la selección | No existía la selección | No existía la selección |
| 1982 - 1994            | No participó            | No participó            | No participó            | No participó            | No participó            | No participó            | No participó            |
| 1998                   | No clasificó            | No clasificó            | No clasificó            | No clasificó            | No clasificó            | No clasificó            | No clasificó            |
| 2002                   | No clasificó            | No clasificó            | No clasificó            | No clasificó            | No clasificó            | No clasificó            | No clasificó            |
| 2006                   | No clasificó            | No clasificó            | No clasificó            | No clasificó            | No clasificó            | No clasificó            | No clasificó            |
| 2010                   | No clasificó            | No clasificó            | No clasificó            | No clasificó            | No clasificó            | No clasificó            | No clasificó            |
| 2014                   | No clasificó            | No clasificó            | No clasificó            | No clasificó            | No clasificó            | No clasificó            | No clasificó            |
| 2018                   | No clasificó            | No clasificó            | No clasificó            | No clasificó            | No clasificó            | No clasificó            | No clasificó            |
| 2022                   | No clasificó            | No clasificó            | No clasificó            | No clasificó            | No clasificó            | No clasificó            | No clasificó            |
| 2026                   | No clasificó            | No clasificó            | No clasificó            | No clasificó            | No clasificó            | No clasificó            | No clasificó            |
| 2030                   | Por disputarse          | Por disputarse          | Por disputarse          | Por disputarse          | Por disputarse          | Por disputarse          | Por disputarse          |
| 2034                   | Por disputarse          | Por disputarse          | Por disputarse          | Por disputarse          | Por disputarse          | Por disputarse          | Por disputarse          |
| Total                  | 0/23                    | -                       | -                       | -                       | -                       | -                       | -                       |

### Copa de las Naciones de la OFC
| Copa de las Naciones de la OFC | Copa de las Naciones de la OFC | Copa de las Naciones de la OFC | Copa de las Naciones de la OFC | Copa de las Naciones de la OFC | Copa de las Naciones de la OFC | Copa de las Naciones de la OFC | Copa de las Naciones de la OFC |
| Año                            | Ronda                          | J                              | G                              | E                              | P                              | GF                             | GC                             |
| ------------------------------ | ------------------------------ | ------------------------------ | ------------------------------ | ------------------------------ | ------------------------------ | ------------------------------ | ------------------------------ |
| 1973                           | No existía la selección        | No existía la selección        | No existía la selección        | No existía la selección        | No existía la selección        | No existía la selección        | No existía la selección        |
| 1980                           | No participó                   | No participó                   | No participó                   | No participó                   | No participó                   | No participó                   | No participó                   |
| 1996                           | No clasificó                   | No clasificó                   | No clasificó                   | No clasificó                   | No clasificó                   | No clasificó                   | No clasificó                   |
| 1998                           | No clasificó                   | No clasificó                   | No clasificó                   | No clasificó                   | No clasificó                   | No clasificó                   | No clasificó                   |
| 2000                           | No clasificó                   | No clasificó                   | No clasificó                   | No clasificó                   | No clasificó                   | No clasificó                   | No clasificó                   |
| 2002                           | No clasificó                   | No clasificó                   | No clasificó                   | No clasificó                   | No clasificó                   | No clasificó                   | No clasificó                   |
| 2004                           | No clasificó                   | No clasificó                   | No clasificó                   | No clasificó                   | No clasificó                   | No clasificó                   | No clasificó                   |
| 2008                           | No clasificó                   | No clasificó                   | No clasificó                   | No clasificó                   | No clasificó                   | No clasificó                   | No clasificó                   |
| 2012                           | No clasificó                   | No clasificó                   | No clasificó                   | No clasificó                   | No clasificó                   | No clasificó                   | No clasificó                   |
| 2016                           | No clasificó                   | No clasificó                   | No clasificó                   | No clasificó                   | No clasificó                   | No clasificó                   | No clasificó                   |
| 2020                           | Cancelado                      | Cancelado                      | Cancelado                      | Cancelado                      | Cancelado                      | Cancelado                      | Cancelado                      |
| 2024                           | No clasificó                   | No clasificó                   | No clasificó                   | No clasificó                   | No clasificó                   | No clasificó                   | No clasificó                   |
| Total                          | 0/11                           | -                              | -                              | -                              | -                              | -                              | -                              |

## Otros torneos

### Fútbol en los Juegos del Pacífico
| Fútbol en los Juegos del Pacífico | Fútbol en los Juegos del Pacífico | Fútbol en los Juegos del Pacífico | Fútbol en los Juegos del Pacífico | Fútbol en los Juegos del Pacífico | Fútbol en los Juegos del Pacífico | Fútbol en los Juegos del Pacífico | Fútbol en los Juegos del Pacífico |
| Año                               | Ronda                             | J                                 | G                                 | E                                 | P                                 | GF                                | GC                                |
| --------------------------------- | --------------------------------- | --------------------------------- | --------------------------------- | --------------------------------- | --------------------------------- | --------------------------------- | --------------------------------- |
| 1963 - 1975                       | No existía la selección           | No existía la selección           | No existía la selección           | No existía la selección           | No existía la selección           | No existía la selección           | No existía la selección           |
| 1979                              | Primera ronda                     | 4                                 | 1                                 | 0                                 | 3                                 | 5                                 | 20                                |
| 1983                              | Primera ronda                     | 3                                 | 1                                 | 1                                 | 1                                 | 6                                 | 8                                 |
| 1987                              | No participó                      | No participó                      | No participó                      | No participó                      | No participó                      | No participó                      | No participó                      |
| 1991                              | No participó                      | No participó                      | No participó                      | No participó                      | No participó                      | No participó                      | No participó                      |
| 1995                              | No participó                      | No participó                      | No participó                      | No participó                      | No participó                      | No participó                      | No participó                      |
| 2003                              | Primera ronda                     | 4                                 | 1                                 | 1                                 | 2                                 | 9                                 | 10                                |
| 2007                              | Primera ronda                     | 4                                 | 1                                 | 0                                 | 3                                 | 6                                 | 10                                |
| 2011                              | No participó                      | No participó                      | No participó                      | No participó                      | No participó                      | No participó                      | No participó                      |
| 2015                              | Disputado por selecciones sub-23  | Disputado por selecciones sub-23  | Disputado por selecciones sub-23  | Disputado por selecciones sub-23  | Disputado por selecciones sub-23  | Disputado por selecciones sub-23  | Disputado por selecciones sub-23  |
| 2019                              | Primera ronda                     | 4                                 | 0                                 | 0                                 | 4                                 | 0                                 | 37                                |
| 2023                              | Primera ronda                     | 4                                 | 1                                 | 0                                 | 3                                 | 7                                 | 15                                |
| Total                             | 6/16                              | 23                                | 5                                 | 2                                 | 16                                | 33                                | 100                               |

### Copa Polinesia
| Copa Polinesia | Copa Polinesia | Copa Polinesia | Copa Polinesia | Copa Polinesia | Copa Polinesia | Copa Polinesia | Copa Polinesia |
| Año            | Ronda          | J              | G              | E              | P              | GF             | GC             |
| -------------- | -------------- | -------------- | -------------- | -------------- | -------------- | -------------- | -------------- |
| 1994           | Subcampeón     | 3              | 1              | 1              | 1              | 4              | 4              |
| 1998           | Cuarto lugar   | 4              | 1              | 1              | 2              | 5              | 9              |
| 2000           | Cuarto lugar   | 4              | 1              | 0              | 3              | 4              | 15             |
| Total          | 3/3            | 11             | 3              | 2              | 6              | 13             | 28             |

## Entrenadores
| Entrenador      | Periodo     |
| --------------- | ----------- |
| Tongia Nāpa'a   | 1979        |
| Rudi Gutendorf  | 1981        |
| James Fasi      | 1997        |
| Umberto Mottini | 1997        |
| Gary Philips    | 2001        |
| Heinave Kaifa   | 2002        |
| Milan Janković  | 2004 - 2006 |
| Kilife Uele     | 2007        |
| Lui Muavesi     | 2009        |
| Chris Williams  | 2011        |
| Timote Moleni   | 2012        |
| Timote Moleni   | 2015 - 2021 |
| Kilife Uele     | 2024 -      |

## Jugadores

### Última convocatoria
- Convocatoria para la Ronda Preliminar de la Copa de las Naciones de la OFC 2024.[15][24][25]

## Uniformes anteriores
| 2001 Local | 2001 Visita | 2009 Local | 2009 Visita | 2011 Local | 2011 Visita | 2015 Local | 2015 Visita |

| 2017 Local | 2017 Visita | 2019 Local | 2019 Visita | 2023 Local | 2023 Visita |

Fuentes:

## Palmarés
- Copa Polinesia:
  -  Subcampeón (1): 1994
  -  Cuarto lugar (2): 1998 y 2000